# Nikita Burmistrov
Nikita Aleksandrovič Burmistrov (in russo Ники́та Алекса́ндрович Бурми́стров?; Primorsk, 6 luglio 1989) è un calciatore russo, centrocampista del Soči.

## Carriera

### Club
Ha giocato nella prima divisione russa.

### Nazionale
Ha giocato nelle nazionali giovanili russe Under-17, Under-19 ed Under-21.